# Mary Kay Place
Mary Kay Place (Tulsa (Oklahoma), 23 september 1947) is een Amerikaanse actrice, filmregisseuse, scenarioschrijfster en zangeres.

## Biografie
Place heeft haar high school doorlopen aan de Nathan Hale High School in haar geboorteplaats Tulsa (Oklahoma), hierna ging zij studeren aan de University of Tulsa in Tulsa. Na haar studie verhuisde zij naar Hollywood voor haar carrière als actrice en scenarioschrijfster.
Place is nooit getrouwd geweest en heeft geen kinderen. Zij verdeelt haar tijd tussen haar woningen in Los Angeles en New York.

## Filmografie

### Films
Selectie:
- 2021 Music - als Millie
- 2020 The Prom - als Grandma Bea
- 2017 Downsizing - als klant bij Land's End
- 2016 Youth in Oregon - als Estelle Engersol
- 2015 The Intern - als moeder van Jules (stem)
- 2015 I'll See You in My Dreams – als Rona
- 2010 Shrek Forever After – als Guard Witch (stem)
- 2009 It's Complicated – als Joanne
- 2009 Julie & Julia – als moeder van Julie (stem)
- 2008 City of Ember – als mrs. Murdo
- 2007 Mama's Boy – als Barbara
- 2007 Grace Is Gone – als vrouw op begrafenis
- 2005 Nine Lives – als dr. Alma Wyatt
- 2003 Latter Days – als zuster Gladys Davis
- 2002 Sweet Home Alabama – als Pearl Smooter
- 1999 Girl, Interrupted – als Barbara Gilcrest
- 1999 Being John Malkovich – als Floris
- 1998 Point Last Seen – als Coreen Davis
- 1997 The Rainmaker – als Dot Black
- 1994 Teresa's Tattoo – als Nora
- 1985 Explorers – als mrs. Crandall
- 1983 Terms of Endearment – als Doris (stem)
- 1983 The Big Chill – als Meg Jones
- 1980 Private Benjamin – als soldate Mary Lou Glass
- 1979 More American Graffiti – als Teensa
- 1977 New York, New York – als Bernice Bennett
- 1976 Bound for Glory – als Sue Ann

### Televisieseries
Uitgezonderd eenmalige gastrollen.
- 2020 9-1-1: Lone Star - als Theresa Blake - 3 afl.
- 2019 - 2020 Shameless - als tante Oopie - 3 afl.
- 2016 - 2017 Lady Dynamite - als Marilyn Bamford - 20 afl.
- 2017 - 2018 Imposters - als moeder van Ezra - 6 afl.
- 2018 Grey's Anatomy - als Olive Warner - 2 afl.
- 2016 - 2017 Lady Dynamite - als Marilyn Bamford - 20 afl.
- 2015 - 2016 Grace and Frankie - als Amanda - 3 afl.
- 2014 - 2015 Getting On - als dr. Ann Killigrew - 5 afl.
- 2013 The New Normal - als Colleen - 2 afl.
- 2006 – 2011 Big Love – als Adaleen Grant – 42 afl.
- 2010 Bored to Death – als Kathryn Joiner – 4 afl.
- 2008 12 Miles of Bad Road – als C.Z. Shakespeare – 6 afl.
- 2006 – 2007 The Minor Accomplishments of Jackie Woodman – als moeder van Jackie / Jeanette – 4 afl.
- 2001 – 2004 The West Wing – als Millicent Griffith – 3 afl.
- 1994 – 1995 My So-Called Life – als Camille Cherski – 6 afl.
- 1976 Mary Hartman, Mary Hartman – als Loretta Haggers – 29 afl.

### Filmregisseuse
- 2007 The Minor Accomplishments of Jackie Woodman – televisieserie – 2 afl.
- 1996 Arli$$ – televisieserie – 1 afl.
- 1994 – 1996 Dream One – televisieserie – 3 afl.
- 1995 Friends – televisieserie – 1 afl.
- 1988 Baby Boom – televisieserie – 1 afl.

### Scenarioschrijfster
- 1975 Phyllis – televisieserie – 1 afl.
- 1975 The Mary Tyler Moore Show – televisieserie – 1 afl.
- 1974 Paul Sand in Friends and Lovers – televisieserie – 1 afl.
- 1973 – 1974 M*A*S*H – televisieserie – 3 afl.
- 1974 Paper Moon – televisieserie – 1 afl.
- 1973 The Shape of Things – film

## Discografie

### Albums
- 2011 Almost Grown
- 1977 Aimin' to Please
- 1976 Tonite! At the Capri Lounge Loretta Haggers

### Singles
- 1977 Vitamin L
- 1977 Something to Brag About
- 1976 Baby Love

- International Standard Name Identifier: 0000 0000 3361 5918
- Library of Congress Control Number: n93040548
- Nationale Bibliotheek van Tsjechië: xx0317215
- Nationale Bibliotheek van Israël: 987007433729905171
- Nationale Bibliotheek van Polen: a0000002968548
- Système universitaire de documentation: 242221513
- Virtual International Authority File: 45973056
- WorldCat: E39PBJxMpmJWpj6rVyqg6jDyVC